# Lepiej niż wczoraj
Lepiej niż wczoraj – album studyjny Alka Mrożka z gościnnym udziałem Gienka Loski. Płyta została wydana 9 października 2009 roku przez B&J Music.

## Lista utworów
| Nr  | Tytuł utworu              | Długość |
| --- | ------------------------- | ------- |
| 1.  | „Lepiej Niż Wczoraj”      |         |
| 2.  | „Zastygłem W Bluesie”     |         |
| 3.  | „Tak To Już Północ”       |         |
| 4.  | „Szklany Marquis”         |         |
| 5.  | „Motyle I Kloszardzi”     |         |
| 6.  | „House Of The Risin' Sun” |         |
| 7.  | „Kto Ocaleje Po Burzy”    |         |
| 8.  | „9 Braci”                 |         |
| 9.  | „Rododendrony Z Breslau”  |         |
| 10. | „Kac Gangstera”           |         |